# Vilademuls

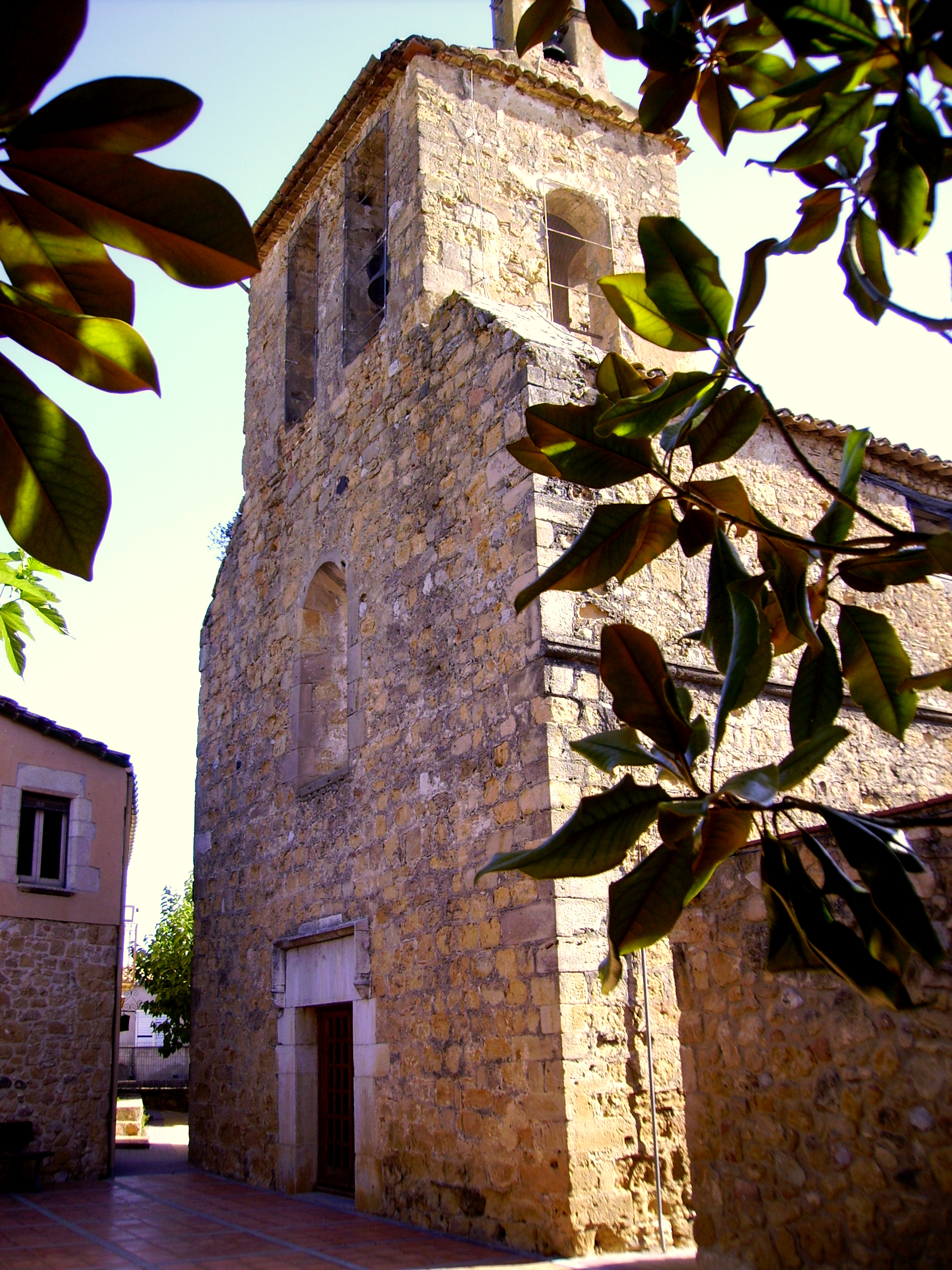
Kerk van Vilademuls

Vilademuls is een gemeente in de Spaanse provincie Girona in de regio Catalonië met een oppervlakte van 62 km². Vilademuls telt 808 inwoners (1 januari 2016).

## Demografische ontwikkeling
Bron: INE, 1857-2011: volkstellingen
Opm.: In 1857 werden de gemeenten Alvilar, Sant Esteve de Guialbes en Vilafreser aangehecht